# Michal Minka
Michal Minka (3. února 1919 Pitelová – 20. dubna 1945 Poręba Wielka) byl slovenský armádní letec, účastník Slovenského národního povstání a oběť druhé světové války.

## Život

### Před druhou světovou válkou
Michal Minka se narodil 3. února 1919 v Pitelové u Žiaru nad Hronom v rodině Jána Minky a Márie, rozené Štefankové. Absolvoval čtyři roky obecné školy a poté osm let reálného gymnázia v Banské Bystrici, kde 30. května 1938 maturoval. Prezenční vojenskou službu v Československé armádě nastoupil jen pár dní před rozpadem Československa a to 1. března 1939 v Prostějově.

### Druhá světová válka
Po rozpadu Československa v polovině března 1939 přešel Michal Minka do nově vzniklé slovenské armády. Mezi listopadem 1939 a srpnem 1940 studoval na Vojenské akademii v Banské Bystrici a to jako akademik letectva. Po jejím dokončení působil jako letecký pozorovatel v Trenčianských Biskupicích. Mezi červnem a srpnem 1941 absolvoval turnus na východní frontě. Nadále si zvyšoval kvalifikaci a 1. září 1942 byl zařazen do pilotního výcviku. K 15. září 1943 byl ustanoven velitelem čety a profesorem navigace ve Škole leteckého dorostu. K 1. červnu 1944 byl zařazen do kategorie stíhacích pilotů.
Po vypuknutí Slovenského národního povstání se Michal Minka přidal na jeho stranu. Byl ustanoven velitelem pěší roty složené z frekventantů Školy leteckého dorostu, později působící pod krycím jménem Achát a ještě později Kremeň. Díky svým modrým leteckým uniformám si u nepřítele vydobyla přezdívku Modří ďáblové. Zúčastnila se bojů o Telgárt, Handlovou, Kremnici, Turček a Skalku. 
V říjnu 1944 byl Michal Minka letecky přesunut do Sovětského svazu, přeškolen na sovětskou techniku a zařazen k 1. československému stíhacímu pluku 1. československé smíšeně letecké divize v SSSR. Zahynul 20. dubna 1945 v polské Porębě po startu na operační let v rámci bojů o Moravskou bránu. Během poryvu větru narazil se svým strojem Lavočkin La-5FN do stojícího letounu Iljušin Il-2. Zemřel během převozu do nemocnice. Dosáhl hodnosti nadporučíka. Pohřben je na hřbitově v Brzeszczích, v den pohřbu se mu na Slovensku narodil syn Michal, budoucí chirurg.

## Ocenění

### Vyznamenání
- 1944 Slovenský válečný vítězný kříž V. třídy

### Posmrtná ocenění
- Michal Minka byl in memoriam povýšen do hodnosti kapitána a následně majora
- Michalu Minkovi byly in memoriam uděleny: 2x Československý válečný kříž 1939, Československá medaile za zásluhy I. třídy, Řád Slovenského národního povstání I. třídy, Československá medaile Za chrabrost před nepřítelem, Medaile za vítězství nad Německem ve Velké vlastenecké válce 1941–1945 a další